# Atari Media GX
Atari Media GX es una Placa de arcade creada por Atari destinada a los salones arcade.

## Descripción
El Atari Media GX fue lanzada por Atari en 1998.
El sistema estaba desarrollado por la compañía Cyrix, llamado Media GX, Básicamente era un PC con un microprocesador diseñado para ofrecer un bajo consumo y una alta integración, este consistía en integrar el mayor número posible de componentes tanto en el propio CPU como en el chipset; unificando northbridge y southbridge, con otros componentes como un módem, y salidas para el audio integrado en el CPU, componentes integrados a un único chip denominado Cyrix Cx5510. Este fue todo un hito en cuanto a la integración: CPU+GPU+Audio+IMC y para gestionar sus componentes integrados se basaba en 4 tecnologías las cuales usaban la arquitectura VSA (Virtual Systems Architecture).
En esta placa funcionaron un título y dos prototipos.

## Especificaciones técnicas

### Procesador
- Cyrix MediaGX

## Lista de videojuegos
- Area 51:Site 4
- Blood Lust I.K.3
- Shooting World